# Svartsjö län

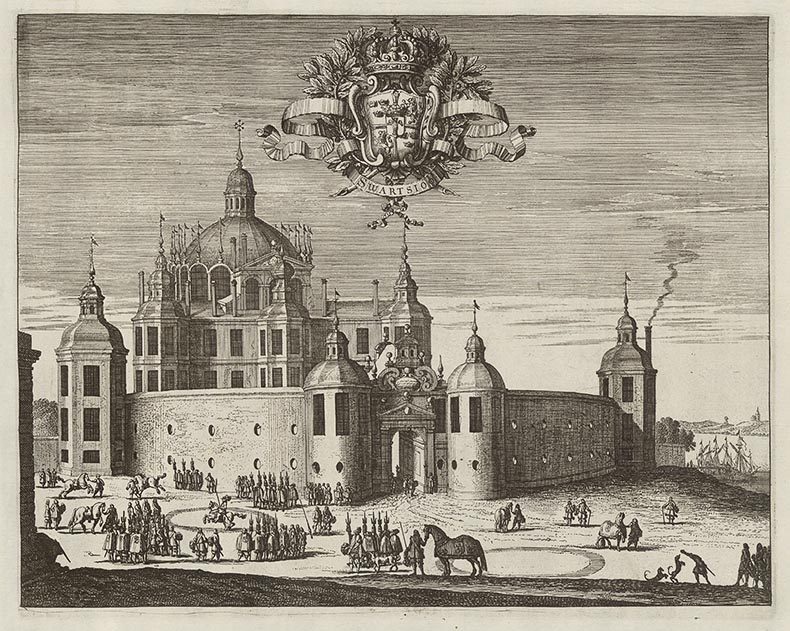
Svartsjö hus (slott)

Svartsjö län var ett slottslän i landskapet Uppland. Det fanns sedan tiden då Sverige ingick i Kalmarunionen på 1300-talet. Länets administrativa centrum  var Svartsjö hus.
Länet omfattade ursprungligen en del av Färentuna härad, nämligen det som kallades Färingsö tingslag som omfattade Färingsö (Svartsjölandet) och Munsö socken. Från 1540 ingick så Adelsö socken (som tidigare en kortare tid  tillsammans med Munsö hört till Selebo fögderi) och från 1544 Ekerö socken. Från 1557 ingick så Bro härad i detta län. 1610-1612 ingick även Svartlösa härad och Sollentuna härad i länet.     
Under Vasatiden blev slottslänen mer centralstyrda och fick mer karaktären av fögderier och flera nya fögderier bildades inom de tidigare slottslänen. 1556 delades fögderiet så att slottsfogden primärt fick ansvar för slottet och dess närmaste område. Väntholmens gård i Hilleshögs socken bildade 1600-1630 ett eget fögderi dit även Bro härad fördes fram till 1603. För Drottningholms slott, Lövön och även Botkyrka socken, och tidvis Bromma socken bildades ett separat fögderi som fanns från 1553 till 1630.  
Länet upphörde sedan som fristående fögderi när Upplands län bildades 1634. 

## Drottningholm och Svartsjö slotts län
Länet återkom 1786 under namnet Drottningholm och Svartsjö slotts län genom en utbrytning av Färentuna härad ur Stockholms län. Det var en förläning. Adolf Fredrik Munck af Fulkila var den första landshövdingen. Länet återgick till Stockholms län 1809.